# Chiesa di San Gregorio (Solarussa)
La chiesa di San Gregorio è un edificio religioso ubicato a Solarussa, centro abitato della Sardegna centrale.
Databile alla seconda metà XII secolo, è consacrata al culto cattolico e fa parte della parrocchia di San Pietro Apostolo, arcidiocesi di Oristano.

## Altri progetti

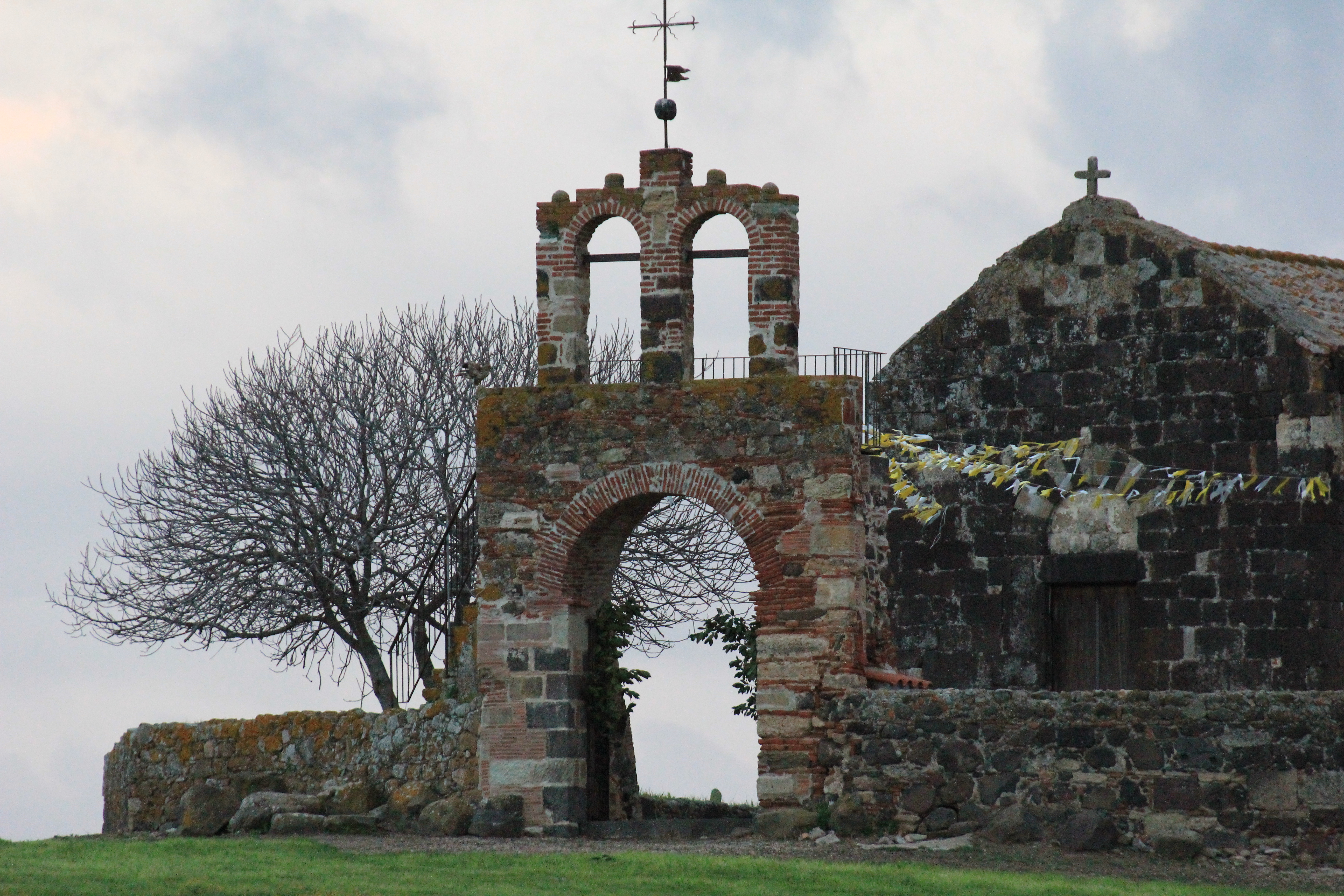